# Клінтон (округ, Мічиган)
Шаблон:StateAbbr_ 42°56′ пн. ш. 84°37′ зх. д. / 42.94° пн. ш. 84.61° зх. д.
Округ  Клінтон (англ. Clinton County) — округ (графство) у штаті Мічиган, США. Ідентифікатор округу 26037.

## Історія
Округ утворений 1831 року.

## Демографія
За даними перепису 
2000 року 
загальне населення округу становило 64753 осіб, зокрема міського населення було 25593, а сільського — 39160.
Серед мешканців округу чоловіків було 32194, а жінок — 32559. В окрузі було 23653 домогосподарства, 17976 родин, які мешкали в 24630 будинках.
Середній розмір родини становив 3,12.
Віковий розподіл населення поданий у таблиці:
| Стать    | До 15 років | 15-21 | 22-29 | 30-39 | 40-49 | 50-65 | 65-85 | Понад 85 |
| -------- | ----------- | ----- | ----- | ----- | ----- | ----- | ----- | -------- |
| Чоловіки | 7730        | 3294  | 2469  | 4814  | 5475  | 5362  | 2803  | 247      |
| Жінки    | 7215        | 2923  | 2532  | 5126  | 5460  | 5319  | 3375  | 609      |

## Суміжні округи
- Грешіт — північ
- Сегіно — північний схід
- Шаявассі — схід
- Інгем — південний схід
- Ітон — південний захід
- Айонія — захід
- Монткам — північний захід

## Виноски
1. ↑  U.S. Decennial Census. United States Census Bureau. Архів оригіналу за 26 квітня 2015. Процитовано 19 вересня 2014.
2. ↑  Historical Census Browser. University of Virginia Library. Архів оригіналу за 26 грудня 2013. Процитовано 19 вересня 2014.
3. ↑  Population of Counties by Decennial Census: 1900 to 1990. United States Census Bureau. Архів оригіналу за 15 лютого 2015. Процитовано 19 вересня 2014.
4. ↑  Census 2000 PHC-T-4. Ranking Tables for Counties: 1990 and 2000 (PDF). United States Census Bureau. Архів оригіналу (PDF) за 18 грудня 2014. Процитовано 19 вересня 2014.
5. ↑  State & County QuickFacts. United States Census Bureau. Архів оригіналу за 9 вересня 2015. Процитовано 27 серпня 2013.(англ.) Наведено за англійською вікіпедією.
6. ↑  American FactFinder. Бюро перепису населення США. Архів оригіналу за 29 липня 2011. Процитовано 31 січня 2008.

| США | Це незавершена стаття з географії США. Ви можете допомогти проєкту, виправивши або дописавши її. |